# Erpetogomphus lampropeltis
Erpetogomphus lampropeltis é uma espécie de libelinha da família Gomphidae.
Pode ser encontrada nos seguintes países: México e nos Estados Unidos da América.